# Mesosemia cecropia
Mesosemia cecropia är en fjärilsart som beskrevs av Druce 1874. Mesosemia cecropia ingår i släktet Mesosemia och familjen Riodinidae. Inga underarter finns listade i Catalogue of Life.